# Lista monumentelor istorice din județul Argeș - F

Simbol pentru monumentele istorice

Lista monumentelor istorice din județul Argeș - F cuprinde monumentele istorice înscrise în Patrimoniul cultural național al României și aflate în localități ce încep cu litera F din județul Argeș.
Lista completă este menținută și actualizată periodic de către Ministerul Culturii, Cultelor și Patrimoniului Național din România, prin intermediul Institutului Național al Patrimoniului, ultima versiune datând din 2015. Această listă cuprinde și actualizările ulterioare, realizate prin ordin al ministrului culturii.
| Cod LMI                                            | Denumire                                                             | Localitate                             | Localizare                                 | Datare, Creatori                                                               | Imagine               | Erori             |
| -------------------------------------------------- | -------------------------------------------------------------------- | -------------------------------------- | ------------------------------------------ | ------------------------------------------------------------------------------ | --------------------- | ----------------- |
| AG-II-a-A-13686 (RAN: 13347.01)                    | Mănăstirea Vieroși                                                   | sat aparținător Făgetu; oraș Mioveni   | Str. Mănăstirii 115, în fostul sat Vieroși | 1571-1573, ref. 1824-1827                                                      | Alte imagini          | Raportează eroare |
| AG-II-m-A-13686.01 (RAN: 13347.01.01, 13347.01.02) | Biserica „Intrarea în Biserică”                                      | sat aparținător Făgetu; oraș Mioveni   | Str. Mănăstirii 115, în fostul sat Vieroși | 1827 - 1834, pe locul bisericii construite între 1571-1573 și refăcută în 1645 | Încarcă foto \| video | Raportează eroare |
| AG-II-m-A-13686.02 (RAN: 13347.01.03)              | Biserica „Adormirea Maicii Domnului” - din cimitir                   | sat aparținător Făgetu; oraș Mioveni   | Str. Mănăstirii 115, în fostul sat Vieroși | sec. XVI - XIX                                                                 | Încarcă foto \| video | Raportează eroare |
| AG-II-m-A-13686.03 (RAN: 13347.01.04)              | Ruinele stăreției                                                    | sat aparținător Făgetu; oraș Mioveni   | Str. Mănăstirii 115, în fostul sat Vieroși | sec. XVI - XIX                                                                 | Încarcă foto \| video | Raportează eroare |
| AG-II-m-A-13686.04 (RAN: 13347.01.05)              | Ruinele chiliilor                                                    | sat aparținător Făgetu; oraș Mioveni   | Str. Mănăstirii 115, în fostul sat Vieroși | sec. XVI - XIX                                                                 | Încarcă foto \| video | Raportează eroare |
| AG-II-m-A-13686.05 (RAN: 13347.01.06)              | Ruinele turnului porții                                              | sat aparținător Făgetu; oraș Mioveni   | Str. Mănăstirii 115, în fostul sat Vieroși | sec. XVI - XIX                                                                 | Încarcă foto \| video | Raportează eroare |
| AG-II-m-A-13686.06 (RAN: 13347.01.07)              | Ruinele clădirilor anexă                                             | sat aparținător Făgetu; oraș Mioveni   | Str. Mănăstirii 115, în fostul sat Vieroși | sec. XVI - XIX                                                                 | Încarcă foto \| video | Raportează eroare |
| AG-II-m-A-13686.07 (RAN: 13347.01.08)              | Ruinele zidului de incintă                                           | sat aparținător Făgetu; oraș Mioveni   | Str. Mănăstirii 115, în fostul sat Vieroși | sec. XVI - XIX                                                                 | Încarcă foto \| video | Raportează eroare |
| AG-II-m-B-13685                                    | Casa Ioana Porojan                                                   | sat Fata; comuna Vedea                 | 131                                        | cca. 1850                                                                      | Încarcă foto \| video | Raportează eroare |
| AG-II-m-A-13491 (RAN: 13846.01)                    | Biserica „Nașterea Sf. Ioan Botezătorul” a fostului Schit Brătășești | sat Florieni; comuna Albeștii de Argeș | 1                                          | 1735 - 1795                                                                    | Încarcă foto \| video | Raportează eroare |
| AG-II-m-A-13687                                    | Biserica „Sf. Ioan Botezătorul”                                      | sat Furnicoși; comuna Mihăești         |                                            | 1810                                                                           | Încarcă foto \| video | Raportează eroare |
| AG-IV-m-B-13973                                    | Crucea de piatră a arhimandritului Samuel Tărtășescu                 | sat aparținător Făgetu; oraș Mioveni   | La intrarea în Mănăstirea Vieroși          | 1836                                                                           | Încarcă foto \| video | Raportează eroare |